# Micos y Pericos
Micos y Pericos es una serie de televisión infantil creada por la productora Aplaplac y distribuida por Trecevisión. El programa fue coproducido por la Superintendencia de Administración Tributaria (SAT) para la iniciativa "Cultura Tributaria".

## Argumento
El programa comienza con Juan Pablo y Pamela, dos exploradores y Simón Tax. En el programa se usó material de las tres primeras temporadas de 31 Minutos (siendo "La Nota Verde" y "Calcetín Con Rombos Man") y un segmento musical con los videoclips del grupo chileno Tikitiklip. Posteriormente el programa sería lanzado en Chile y México como "Las Vacaciones de Tulio, Patana y El Pequeño Tim" con una serie de modificaciones (se reemplaza el material de archivo de La Nota Verde con nuevas notas con Bodoque y se reemplaza el segmento de Calcetín Con Rombos Man por el segmento de Ivo La Chinchilla, no hay algún equivalente para los videoclips de Tikitiklip).

## Reparto
- Alejandra Dueñas como Pizote sisters y Anciana Iguana.
- Patricio Díaz como Jaime Jaguar.
- Héctor Velozo como Armando Delgadillo y Cirilo Pila.
- Nicolás Toro como Domingo Perezoso.
- Catalina Larraín como Rodolfa Garcés.
- Guillermo Silva como Demóstenes.
- Pedro Peirano como El cartero.
- Álvaro Díaz como Tatú y Juan Carlos Bodoque.

## Episodios
Se emitieron 12 episodios de 22 minutos.

## Producción
El programa fue producido por Aplaplac y emitido únicamente en Trecevisión de Guatemala. Contó con doblaje parcial de Moralejas. la serie cuenta con segmentos reciclados de las primeras tres temporadas de 31 Minutos. (siendo "La Nota Verde" del personaje Juan Carlos Bodoque y "Calcetín Con Rombos Man"). Su producción en su mayoría se produjo en Chile mientras que algunas actuaciones y voces se hicieron en Guatemala incluyendo doblaje parcial de Moralejas, una productora de Jimmy Morales en donde este último participaría como voz adicional.